# Schibam Kaukaban
Schibam Kaukaban (auch: Shibam Kawkaban, arabisch شبام كوكبان, DMG Šibām Kaukabān) ist eine etwa 40 km nordwestlich von Sanaa gelegene Zwillingsstadt im Jemen. Die Stadt liegt entlang der knapp 100 km langen Strecke von Sanaa über at-Tawīla nach al-Mahwit im Westlichen Gebirgshang, welcher als die spektakulärste Landschaft des ganzen Landes gilt. Passiert wird dabei die antike Stätte Hāz. In Nordrichtung führt eine kleine Strecke nach Thula (etwa 10 km) und nach ʿAmrān (etwa 100 km).
Die beiden zusammengehörenden Siedlungen entstanden zum Ende des ersten Jahrtausends in alter jemenitischer Naturstein-Architektur. Noch Mitte der 1980er Jahre handelte es sich um ein traditionelles Dorf, das etwa 2000 Einwohner beherbergte. Zusammen mit Thula war Schibam Kaukaban Hauptstadt der Banu Yufir (7./8. Jahrhundert).

## Lage
Schibam liegt am Fuß des Berges Kaukaban (Dschabal Kaukaban) auf einer Höhe von 2580 m und damit etwa 360 m tiefer als Kaukaban. Der Berg besteht aus rotem, gut gebanktem kreidezeitlichen Tawilah-Sandstein. Die Stadt wurde direkt an den Fuß des Bergmassivs gelehnt, weil dadurch eine besondere Verteidigung des Westens der Stadt entbehrlich war. Anders verhielt es sich mit dem offenen Osten der Stadt, der durch eine Stadtmauer mit drei Toren gesichert wurde. Reste dieser Wehranlage existieren bis heute. Ein Stadttor (das Bab Madinat Sam) weist sabäische Spolien auf.
Kaukaban ist eine Festung auf dem Berggipfel des Dschabal Kaukaban. Von hier besteht ein guter Panoramablick. Dieser reicht beispielsweise in nördliche Richtung zum markanten, aus Tawilah-Sandstein bestehenden Zeugenberg, auf dem Thula liegt. Gen Osten wird der Blick frei auf die Berge des Sanaa-Beckens und in südliche Richtung auf den höchsten Berg des Jemen, der gleichzeitig auch die höchste Erhebung der Arabischen Halbinsel bildet, den 3665 m hohen Dschabal an-Nabi Schuʿaib. Kaukaban ist über einen steilen, gut ausgebauten Weg hinunter nach Schibam begehbar.

## Altsüdarabische Geschichte
Auf dem Burgberg Kaukaban liegen die Tempel ḏāt Ẓahrān (zitiert als CIH 110 und CIH 111) sowie Almaqah ba'l ʿAwwām (zitiert als CIH 126/Strafgesetz des Yada’il Bayin IV., Sohn des Karib-il Watar III., etwa 235 v. Chr.), gelegen auf der dortigen Burg ʿAlw. Die Tempel gehen auf die altsüdarabische Epoche der Sabäer zurück; seinerzeit als Šibām 'Aqyān in bakīlischen Kontext gestellt. Ebenso wie in ʿAmrān lebte in der Gegend in und um Schibam Kaukaban der Stamm der Marṯad, dies bezeugt durch zahlreiche Inschriften. Der jemenitische, muslimische Universalgelehrte des 10. Jahrhunderts, al-Hamdānī nahm später ebenfalls Bezug auf die Existenz der Stadt und deren damalige Schreibweise. Bezüglich des Tempels Almaqah ba'l ʿAwwām geht man davon aus, dass es sich um einen Tochtertempel des Awwam/Ḥaram Bilqīs, nahe Ma'rib handelt.
Ebenfalls Erwähnung findet in Inschriften der Stadt der sabäo-himyarische König Ilscharah Yahdib I. (zitiert als CIH 140, CIH 141, CIH 145). In einer späteren Inschrift (zitiert als CIH 106) taucht Aqyān erstmals unter dem Namen Kaukaban auf; in Kaukaban selbst zunächst als mḥrbn, daneben zudem in einer Inschrift in Ḥāz als KWKBN (zitiert als CIH 259).
Sehenswert sind die Höhlengräber, die im Kaukaban-Massiv eingelassen sind.
siehe auch Artikelabschnitt: Architekturgeschichte Südarabien

## Islamische Geschichte

### Schibam

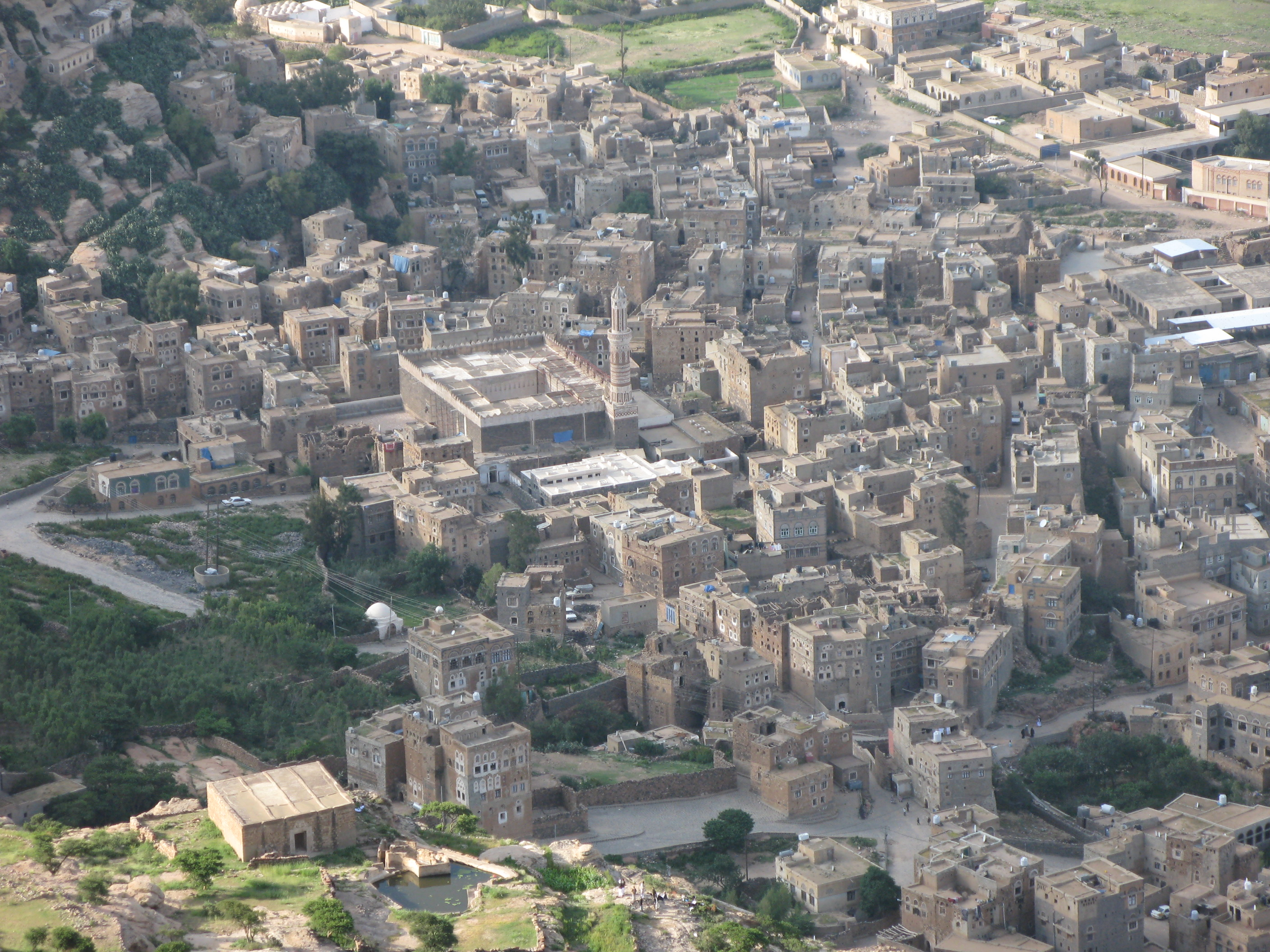
Blick über Schibam

Schibam besitzt eine Mehrzahl von Moscheen. Die älteste Moschee ( Die Große Moschee) repräsentiert die Baukunst des 9. Jahrhunderts im Jemen und legt hervorragendes Zeugnis über die „frühen Moscheen“ im Land ab. Sie gehört zu den am besten erhaltenen. Die zeitliche Nähe zur vorangegangenen altsüdarabischen Architektur ermöglicht noch heute einen Eindruck davon, wie Großmoscheen in jener Zeit ausgesehen haben. Umschlossen von einer mächtigen Steinmauer, die lediglich wenige Öffnungen aufweist, bietet sich ein traditionelles Ensemble dar. Hohe Steinsäulen schlossen einen quadratischen Innenhof im altpersischen Säulenhallen-Stil ein. Dieser war umgeben von Steinsäulen mit hölzernen Tragekonstruktionen für eine flache Dachkonstruktion mit bogenförmigen Alabasterfenstern und krönender Arkade sassanidischen Typs. Die nördliche Gebetshalle galt als besonderes Prunkstück. Die Säulen türmten sich mit 8 Metern Höhe aus Säulentrommeln bis zur Decke der Moschee. Prachtvolle Decken mit reich geschnitzter und bemalter Holzarbeit und multiplen Paneelanordnungen prägen das Bild. Eine Moschee entstammt der Zeit frühislamischer Baukunst und ist eine Freitagsmoschee.

### Kaukaban

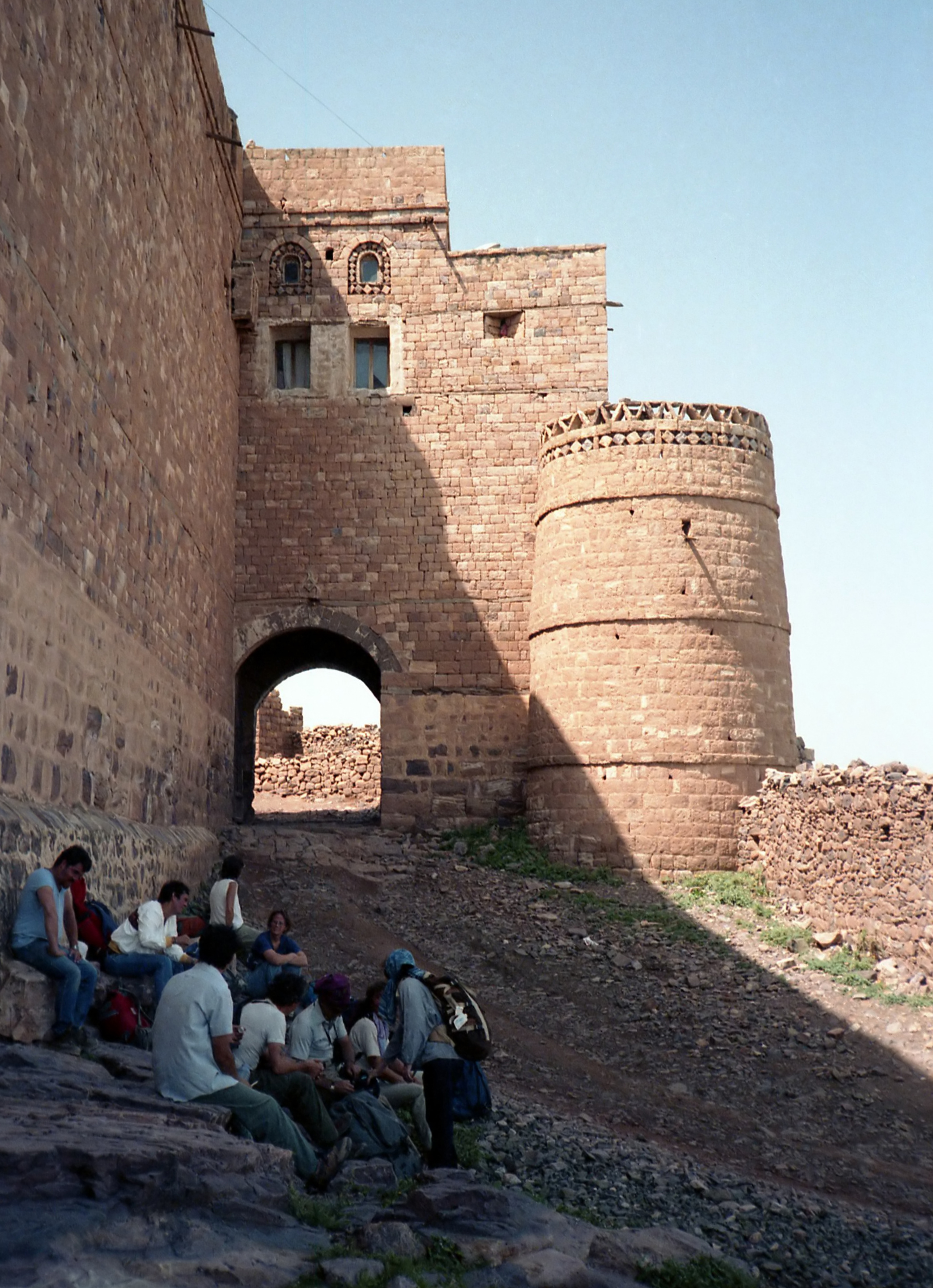
Kaukaban

Kaukaban spielte in der Zeit zwischen 841 und 997 eine entscheidende Rolle in der Geschichte des Jemen. Im Dorf begründete eine ansässige Familie die Dynastie der Yuʿfiriden. Mit den Fehlversuchen abbasidischer Herrschertruppen in den Jahren 843 und 844 im Jemen die Stadt Schibam zu belagern, versuchten die siegreichen Yuʿfiriden von Schibam Kaukaban aus, ihre Macht im jemenitischen Hochland auszudehnen. Erstmals in der islamischen Geschichte des Jemen gestaltete damit eine aus dem Jemen selbst stammende Dynastie die geschichtliche Szene. Im Jahr 847 konnte Sanaa erobert werden. Da die Statthalter der Stadt allerdings abbasidische Truppen zur Unterstützung gestellt bekamen, war die Belagerung nur von kurzer Dauer. Schibam selbst konnte stets verteidigt werden, sodass der Herrschaftsbereich vornehmlich südwärts bis nach Taizz ausgeweitet wurde. 872 wurde Schibam zur Hauptstadt der kaukabanischen Dynastie. Erst 997 erlosch die Dynastie.
Der Ort ist bekannt für seine Poesie und für folkloristische Tänze und Lieder.
Kaukaban wurde im Bürgerkrieg zwischen 1962 und 1969 (insbesondere 1964) bei Luftangriffen stark zerstört. Viele Häuser wurden danach nicht mehr aufgebaut. Erhalten sind das Stadttor Bab al Hadiet (das eiserne Tor), nebst angegliedertem Fort aus Ziegelstein und eine große Zisterne am südöstlichen Ortsrand. Ebenfalls im Südosten Kaukabans gab es ein kleines jüdisches Viertel. Im Süden Kaukabans sind Reste der Stadtbefestigungsanlagen an der Steilkante des Hochplateaus erkennbar.

## Umland
Schibam Kaukaban liegt am Ostrand des Westlichen Gebirgshangs. Die Region gilt als spektakulärste Landschaft des Jemen. Tief eingeschnittene Täler trennen die steilen Bergstöcke und vermitteln das Bild extremer Vertikalen. Charakteristisch für diesen Naturraum sind die Kleinkammerung und Unzugänglichkeit der Bergwelt. Oft fehlt es an Wegsamkeit. Das westliche Bergland bildete damit eine natürliche kulturräumliche Grenze zwischen dem Berg- und dem Tiefland, was Schutz gebot gegen eindringende Feinde. Diesen Umständen ist zu verdanken, dass sich die Stammesgesellschaft im Hochland über Jahrhunderte hinweg autochthon entwickelte.
Um den raren fruchtbaren Böden landwirtschaftliche Erzeugnisse abgewinnen zu können, ist die Bevölkerung seit je her auf den Terrassenfeldbau angewiesen. Dazu wurden seit der Antike artenreiche Trockenwälder gerodet. Als natürliche Vegetation haben sich sukkulente Euphorbien (beispielsweise die Euphorbia ammak) etabliert. Dort, wo sich die Täler aufspreizen, ist Kaffeeanbau möglich.